# رابرت کرافورد
رابرت کرافورد (انگلیسی: Robert Crawford؛ ۴ ژوئیه ۱۸۸۶ – ca. 1950)  بازیکن فوتبال  اهل بریتانیا بود.
از باشگاه‌هایی که در آن بازی کرده‌است می‌توان به باشگاه فوتبال لیورپول اشاره کرد.